# Yvonne Forster
Yvonne Natalie Forster (* 6. Dezember 1990 in Freiburg im Breisgau) ist eine deutsche Schauspielerin und Musicaldarstellerin.

## Leben
Yvonne Forster studierte von 2011 bis 2015 Musical an der Folkwang Universität der Künste in Essen (Abschluss Bachelor of Arts). Während des Studiums spielte sie in der konzertanten Fassung von Jesus Christ Superstar unter der Regie von Gil Mehmert. Ihre Engagements führten sie unter anderem an das Aalto-Theater in Essen, an die Oper Bonn, die Oper Dortmund und das Schauspielhaus Köln. 2014 spielte sie am Theater Oberhausen die Rolle der Bäckersfrau in Into the Woods, 2016 in Die Schöne und das Biest von Lucy Kirkwood im Prinzregenttheater Bochum die Hauptrollen der Belle / Cécile, im selben Jahr im Rottstraße 5 Theater Bochum die Laura Wingfield in Die Glasmenagerie von Tennessee Williams. 2017 verkörperte sie die Hauptrolle als „Das Mädchen“ in dem Musical Linie 1 am Musiktheater im Revier in Gelsenkirchen. Neben weiteren Theaterauftritten war sie 2016 an Webserie Discocaplypse beteiligt und führte 2021 und 2022 am Ringlokschuppen in Mülheim an der Ruhr Schauspielworkshops für Kinder, Jugendliche und junge Erwachsene durch.

## Rollen (Auszug)
- 2022 Moby Dick nach Herman Melville. Rolle: Harpunier(in). Prinzregenttheater Bochum.[8][9]
- 2021 Wir, Kinder der Sonne nach Maxim Gorki. Rottstraße 5 Theater Bochum. Rolle: Lisa.[10]
- 2021 All das Schöne von Duncan Macmillan; Prinzregenttheater Bochum. Rolle: Junge Frau.[11]
- 2020 Wonderland Ave von Sibylle Berg; Wallgraben-Theater Freiburg im Breisgau. Rolle: Roboter.[12]
- 2018 An der Arche um Acht (Kindertheater); Domstufen-Festspiele des Theaters Erfurt. Rolle: Dritter Pinguin[13]
- 2018 Märchen von einem der auszog und einer die rausflog (Märchenstück); Consol Theater Gelsenkirchen[14]
- 2017 Linie 1 von Volker Ludwig, Birger Heymann (Musical); Musiktheater im Revier Gelsenkirchen. Rolle: Das Mädchen
- 2016 Die Schöne und das Biest von Lucy Kirkwood; Prinzregenttheater Bochum. Rolle: Belle | Cécile
- 2016 Weekend im Paradies von Franz Arnold, Ernst Bach; Schauspielhaus Bochum. Rolle: Tänzerin
- 2016 Die Glasmenagerie von Tennessee Williams; Rottstraße 5 Theater Bochum. Rolle: Laura Wingfield
- 2015 Kimberly von David Schalko; Schauspielhaus Köln. Rolle: Geist
- 2015 Disco Pigs von Enda Walsh (Schauspiel); Rottstraße 5 Theater Bochum. Rolle: Ferklin
- 2014 Into the Woods von Stephen Sondheim (Musical); Theater Oberhausen. Rolle: Bäckersfrau